# Eva Hacurová
Eva Hacurová (* 20. März 1993 in Prostějov, Tschechien) ist eine tschechische Schauspielerin.

## Leben
Eva Hacurová wurde 1993 in Prostějov, im Osten von Tschechien, geboren. Sie absolvierte ein Schauspielstudium an der Theaterfakultät der Akademie der Musischen Künste in Prag (DAMU), welches sie im Jahr 2016 abschloss. Im selben Jahr wurde sie Ensemblemitglied am Dlouhá-Theater in Prag. Sie spielt seit 2010 in tschechischen Film- und Fernsehproduktionen mit, wobei sie ihre erfolgreichste Rolle in dem Film Chyby hatte, für welche sie bis dato eine Nominierung für den tschechischen Filmpreis Český lev („Böhmischer Löwe“) in der Kategorie Beste Nebendarstellerin erhielt.
Im April 2022 wurde sie Mutter einer Tochter, der Vater ist ihr Verlobter Kryštof Vondráček.

## Filmografie
- seit 2020: Ulice
- 2021: Chyby
- 2022: Grand Prix
- 2023: Kukačky